# Bogdan Golik
Bogdan Dariusz Golik (n. 19 martie 1963, Wrocław, Republica Populară Polonă) este un om politic polonez, membru al Parlamentului European în perioada 2004-2009 din partea Poloniei.
1. ↑  Deputații în Parlamentul European